# Feasterville-Trevose
Feasterville-Trevose fue un lugar designado por el censo ubicado en el condado de Bucks en el estado estadounidense de Pensilvania. En el año 2000 tenía una población de 6,525 habitantes y una densidad poblacional de 1,895.5 personas por km².

## Geografía
Feasterville-Trevose se encuentra ubicado en las coordenadas 40°09′05″N 74°59′07″O / 40.15139, -74.98528.

## Demografía
Según la Oficina del Censo en 2000 los ingresos medios por hogar en la localidad eran de $49,958 y los ingresos medios por familia eran $57,301. Los hombres tenían unos ingresos medios de $38,681 frente a los $31,029 para las mujeres. La renta per cápita para la localidad era de $22,161. Alrededor del 3% de la población estaba por debajo del umbral de pobreza.